# Scientific WorkPlace
 （常简写为）为在和系统上运行的软件包，其主要用途在科学文字处理。实际上该软件可视为同一家公司出品的文字处理软件集成了计算系统后的增强版，其所集成的计算系统先为，后来改为。
于宣传中其是以为基础的所见即所得编辑器，但实际上其为编辑源文件的图形用户界面，而具有同文字处理器一样的简易操作处理。此软件生成的显示效果类似编译后输出的结果，但二者并不完全相同。例如其显示结果中的文字直接按照电脑屏幕宽度折行，而与最终输出的页面宽度不同；又如其中显示的公式带有颜色，不似中默认生成的黑白色渲染效果。同时软件中还包含有集成的计算机代数系统。
因为软件基于，任意科学杂志只要同样使用，其即可通过生成其特定的文章格式，且借助此软件，只须一次操作即可轻易改变文档整体的排版风格。软件业已内置有多种预先定义的格式，然而若要安装新格式其操作可能较为复杂。
20世纪70年代，新墨西哥州立大学的一些数学家合作编写所见即所得的文字处理系统，意图供给基于数学的学科使用，是为有关此软件之开发的肇始。研究者于1981年成立公司，三年后推出代表产品，其同语言的处理方式并不一致。自1988年开始研究者进而尝试结合文字处理器与系统，于1992年推出，又于两年后推出集成了计算功能的。经过更名、合并，后于1998年重新独立且以其联合创始人之一的姓氏命为今名。
2021年6月30日，声明其已经停业，将不再销售其出品之软件的许可证。已售出的许可仍将有效，而此后欲安装之则须经过公司之许可证服务器的认证，公司预期其至少可维持二年。同时开发者亦告诸公众称无法开源，以其依赖闭源软件之故，但开源有望。

## 参看
- －功能类似的跨平台开源软件，可代替使用。
- －开源的跨平台科学文字处理及排版系统。
- －开源的跨平台计算机代数系统，可协同使用。